# サクラニン
サクラニン(Sakuranin)は、フラバノンの一種であり、サクラネチンの-O-グルコシドである。サクラ属で見られる。